# Церо Бранко
Церо Бранко (итал. Zero Branco) је насеље у Италији у округу Тревизо, региону Венето.
Према процени из 2011. у насељу је живело 5838 становника. Насеље се налази на надморској висини од 14 м.

## Становништво
Према резултатима пописа становништва 2011. у општини је живело 10.986 становника.
| 1931. | 1936. | 1951. | 1961. | 1971. | 1981. | 1991. | 2001. | 2011.  |
| ----- | ----- | ----- | ----- | ----- | ----- | ----- | ----- | ------ |
| 6.702 | 6.664 | 7.048 | 6.456 | 6.619 | 7.116 | 7.725 | 8.581 | 10.986 |